# Златоврих
Златоври́х (болг. Златовръх) — село в Пловдивській області Болгарії. Входить до складу общини Асеновград.

## Населення
За даними перепису населення 2011 року у селі проживали 558 осіб.
Національний склад населення села:
| Національність   | Кількість осіб | Відсоток |
| ---------------- | -------------- | -------- |
| болгари          | 535            | 96,2%    |
| турки            | 12             | 2,2%     |
| цигани           | 6              | 1,1%     |
| Всього відповіли | 556            |          |

Розподіл населення за віком у 2011 році:
Динаміка населення: